# Rubus nepalensis
Rubus nepalensis är en rosväxtart som först beskrevs av Joseph Dalton Hooker, och fick sitt nu gällande namn av Carl Ernst Otto Kuntze. Rubus nepalensis ingår i släktet rubusar, och familjen rosväxter. Inga underarter finns listade i Catalogue of Life.

## Bildgalleri

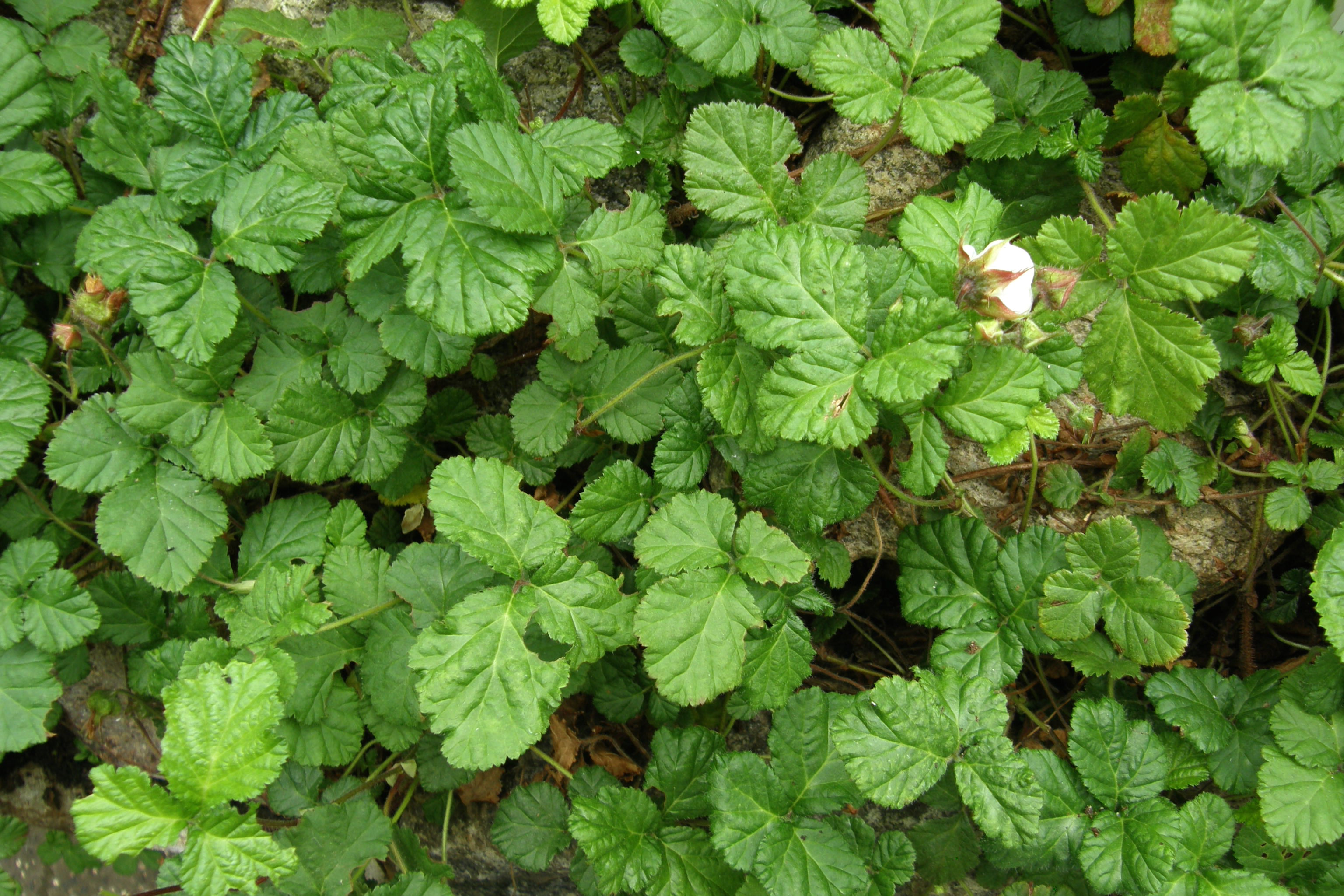